# 초자연수
수학에서 초자연수는 때때로 일반화한 자연수 즉 스타이니츠(Steinitz) 수라고 불린다. 초자연수는 1910년 에른스트 스타이니츠(Ernst Steinitz)가 장 이론 작업의 일환으로 사용하였다. 
초자연수는 {\displaystyle \omega }(오메가)라고 표기한다. 